# Frank Magri
Frank Magri (właśc. Frank Mario Magri; ur. 4 września 1999 w Agen) – kameruńsko-francuski piłkarz, występujący na pozycji napastnika we francuskim klubie Toulouse FC oraz w reprezentacji Kamerunu. Uczestnik Pucharu Narodów Afryki 2023.

## Statystyki

### Klubowe
Na podstawie:
| Klub         | Sezonów | Liga                   | Liga  | Liga   | Puchar krajowy | Puchar krajowy | Kontynentalne | Kontynentalne | Suma  | Suma   |
| Klub         | Sezonów | Liga                   | Mecze | Bramki | Mecze          | Bramki         | Mecze         | Bramki        | Mecze | Bramki |
| ------------ | ------- | ---------------------- | ----- | ------ | -------------- | -------------- | ------------- | ------------- | ----- | ------ |
| Angers SCO B | 3       | Championnat National 2 | 39    | 15     | 0              | 0              | –             | –             | 39    | 15     |
| Angers SCO   | 1       | Ligue 1                | 0     | 0      | 0              | 0              | –             | –             | 0     | 0      |
| SC Bastia    | 2       | Ligue 2                | 36    | 15     | 3              | 0              | –             | –             | 39    | 15     |
| Toulouse FC  | 1       | Ligue 1                | 16    | 4      | 1              | 0              | 6             | 1             | 23    | 5      |
|              | Łącznie | Łącznie                | 91    | 34     | 4              | 0              | 6             | 1             | 101   | 35     |

### Reprezentacyjne
Na podstawie:
| Mecze w reprezentacji podczas Pucharu Narodów Afryki 2023 | Mecze w reprezentacji podczas Pucharu Narodów Afryki 2023 | Mecze w reprezentacji podczas Pucharu Narodów Afryki 2023 | Mecze w reprezentacji podczas Pucharu Narodów Afryki 2023 | Mecze w reprezentacji podczas Pucharu Narodów Afryki 2023 | Mecze w reprezentacji podczas Pucharu Narodów Afryki 2023 | Mecze w reprezentacji podczas Pucharu Narodów Afryki 2023 | Mecze w reprezentacji podczas Pucharu Narodów Afryki 2023 |
| Lp.                                                       | Data                                                      | Miasto                                                    | Przeciwnik                                                | Wynik                                                     | Gole                                                      | Inne                                                      | Faza rozgrywek                                            |
| --------------------------------------------------------- | --------------------------------------------------------- | --------------------------------------------------------- | --------------------------------------------------------- | --------------------------------------------------------- | --------------------------------------------------------- | --------------------------------------------------------- | --------------------------------------------------------- |
| 1.                                                        | 15.01.2024                                                | Jamusukro                                                 | Gwinea                                                    | 1:1 (0:1)                                                 | 51'                                                       | 21'                                                       | Faza grupowa                                              |
| 2.                                                        | 19.01.2024                                                | Jamusukro                                                 | Senegal                                                   | 1:3 (0:1)                                                 |                                                           |                                                           | Faza grupowa                                              |
| 3.                                                        | 23.01.2024                                                | Bouaké                                                    | Gambia                                                    | 3:2 (0:0)                                                 |                                                           |                                                           | Faza grupowa                                              |
| 4.                                                        | 27.01.2024                                                | Abidżan                                                   | Nigeria                                                   | 0:2 (0:1)                                                 |                                                           |                                                           | 1/8 finału                                                |

## Sukcesy
Na podstawie:
Brak ważniejszych osiągnięć.